# Poucet
Cet article possède un paronyme, voir Petit Poucet.
Pour l’article ayant un titre homophone, voir Pousset.
Poucet est une section de la ville belge de Hannut, située en Région wallonne dans la province de Liège. C'était une commune à part entière avant la fusion des communes du 17 juillet 1970.

## Démographie
- Sources:INS, Rem:1831 jusqu'en 1970=recensements, 1976= nombre d'habitants au 31 décembre

## Patrimoine et culture

### Patrimoine architectural
- Eglise Saint-Martin de 1925.
- Ferme Seny ou Ferme du Hesbain ferme en carré, datant du XVIIe siècle et remaniée aux XVIIIe et XIXe siècle.
- La Feuillée (Rue des Mayeurs 1) château ferme à colombage de construction récente (1908) . Cependant il subsiste des traces des bâtiments plus anciens (1721?-1847).
- Ancien Presbytère (Rue Léon Genot 4) demeure de 1764.

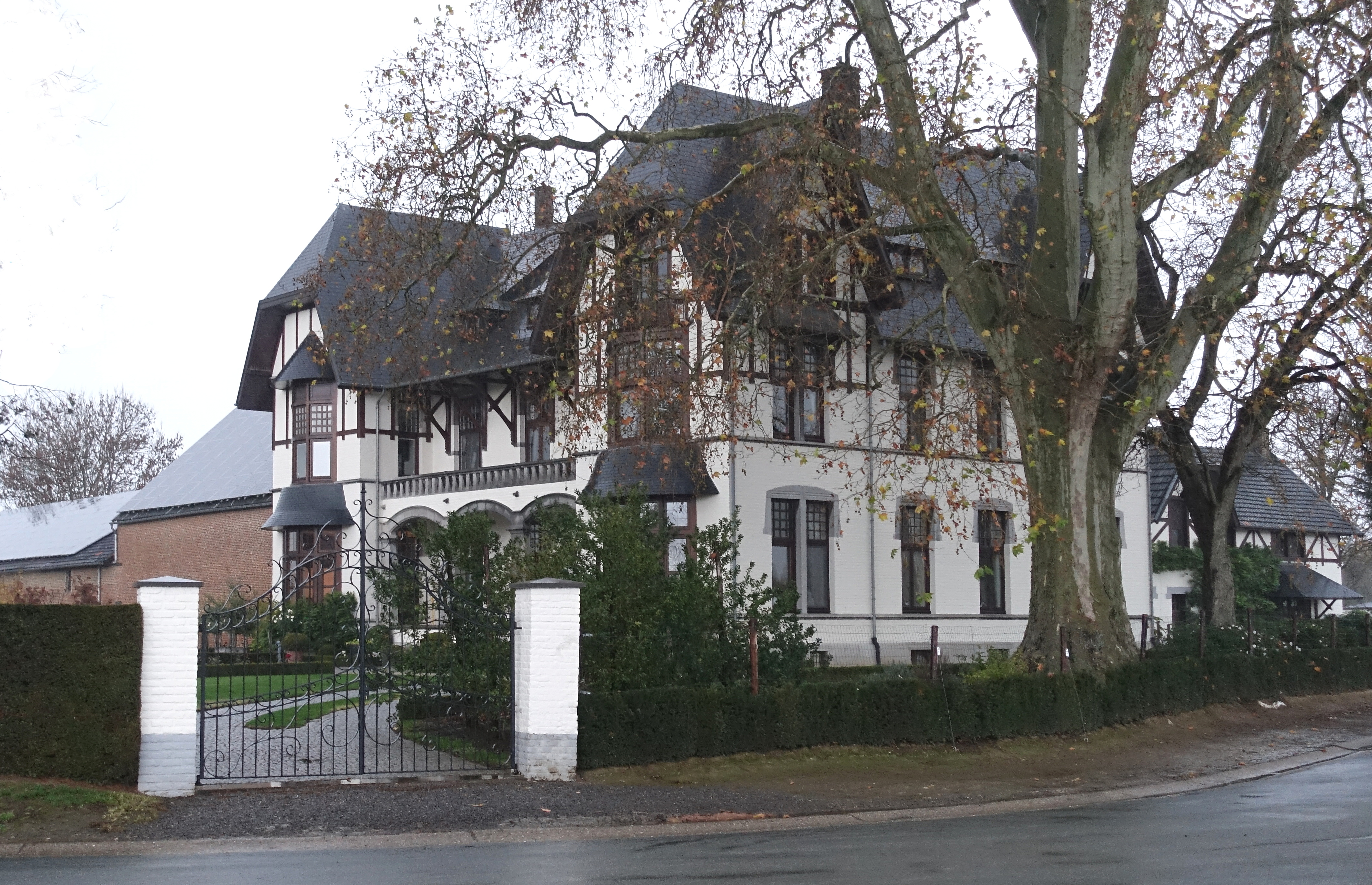
Ferme de la Feuillée Poucet.
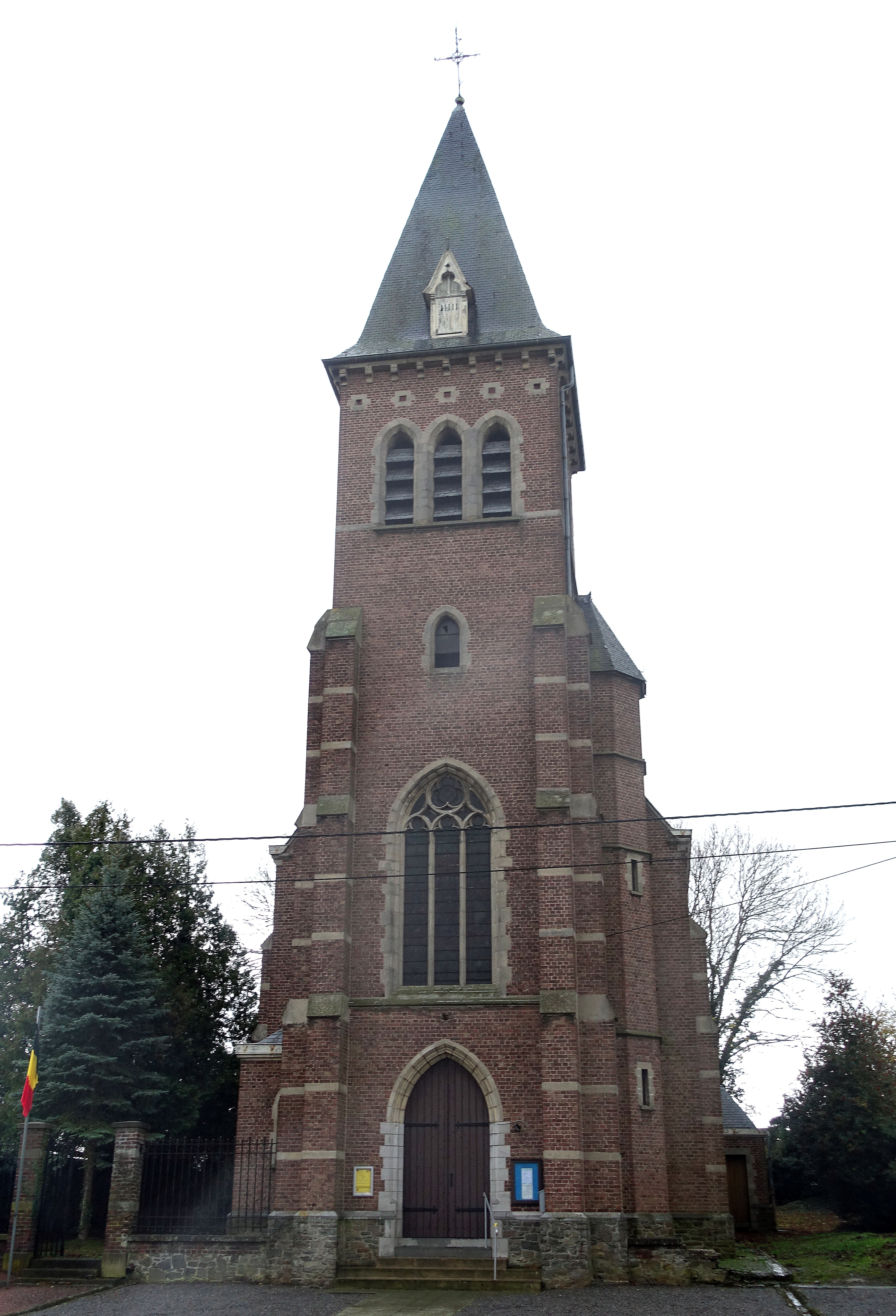
Eglise Saint-Martin.
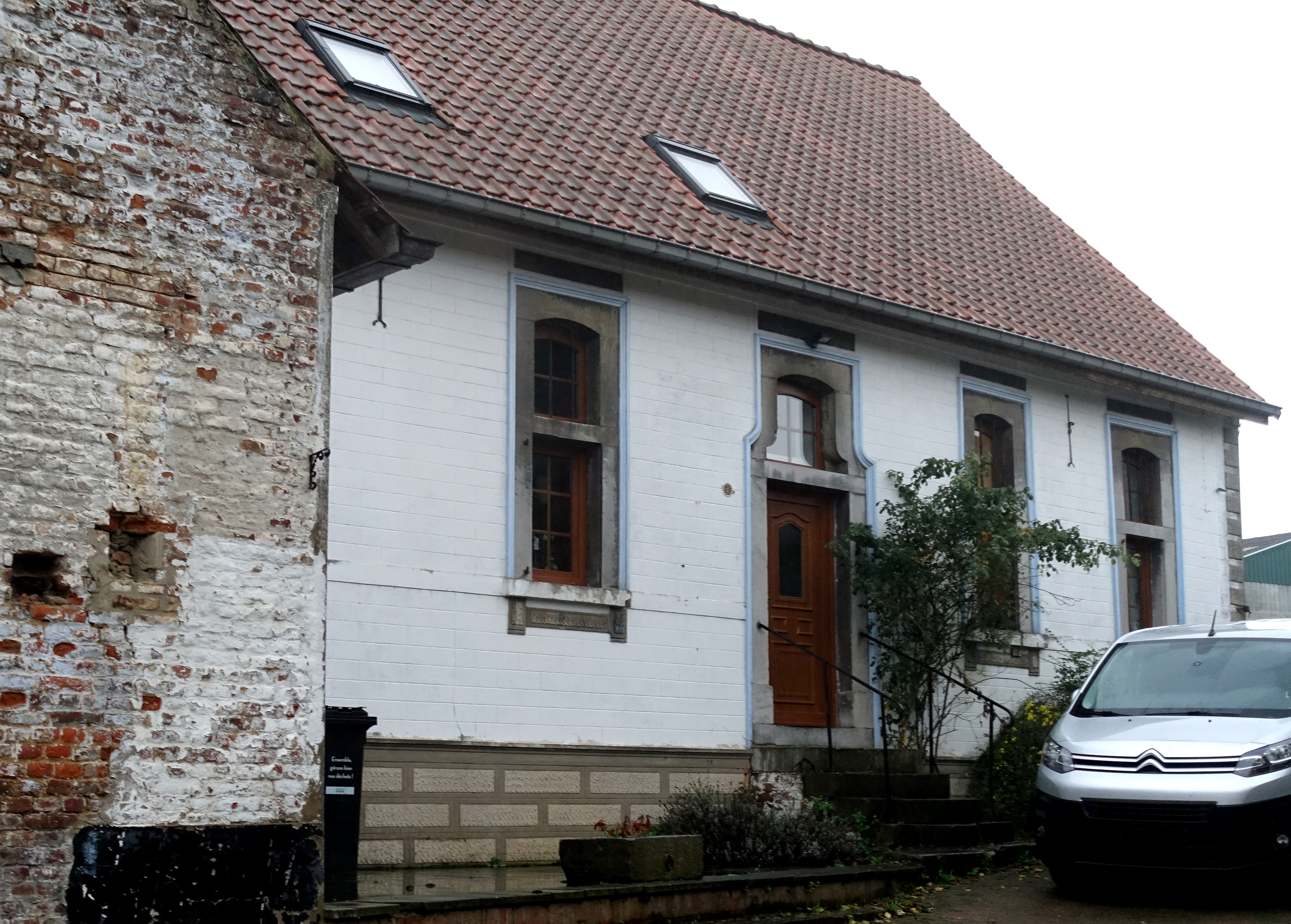
Ancien Presbytere.
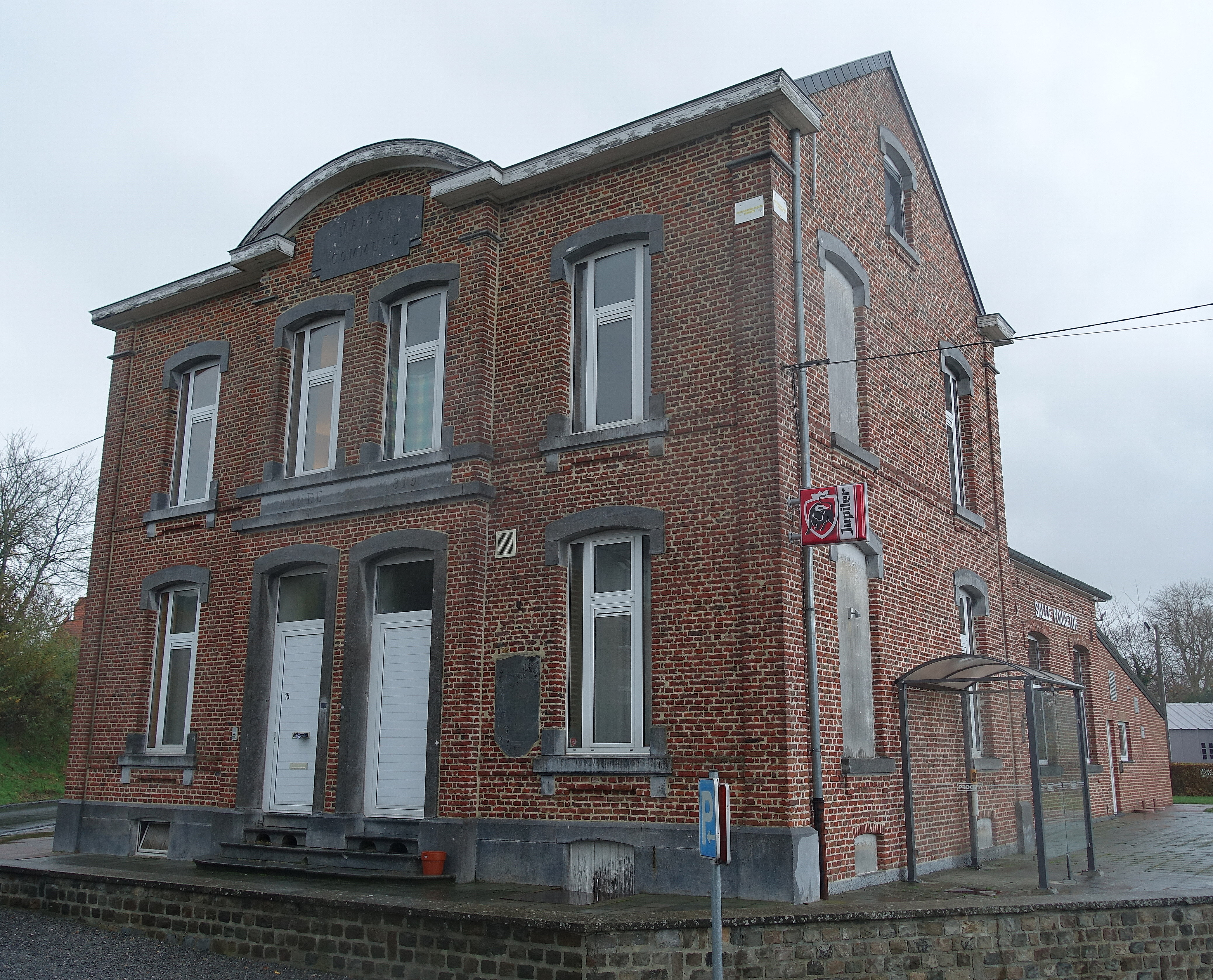
Ancienne maison commune et école, maintenant maison de village Poucetof.